# Олымовка
Олымовка — деревня в Тербунском районе Липецкой области России. Входит в состав Берёзовского сельсовета.

## География
Деревня находится в юго-западной части Липецкой области, в лесостепной зоне, в пределах Среднерусской возвышенности, на правом берегу реки Верхний Олымчик, на расстоянии примерно 7 километров (по прямой) к югу от села Тербуны, административного центра района. Абсолютная высота — 167 метров над уровнем моря.
Климат умеренно континентальный с теплым летом и умеренно морозной зимой. Годовое количество осадков — 450—500 мм. Средняя температура января составляет −9,5°, июля — +19,5°.
Часовой пояс
Деревня Олымовка, как и вся Липецкая область, находится в часовой зоне МСК (московское время). Смещение применяемого времени относительно UTC составляет +3:00.

## Население
| 2010 |
| ---- |
| 11   |

Гендерный состав
По данным Всероссийской переписи населения 2010 года в гендерной структуре населения мужчины составляли 36,4 %, женщины — соответственно 63,6 %.
Национальный состав
Согласно результатам переписи 2002 года, в национальной структуре населения русские составляли 100 % из 22 чел.

## Улицы
Уличная сеть деревни состоит из одной улицы (ул. Олымовка).